# 塔福寺
塔福寺（とうふくじ）は、熊本県宇城市小川町東海東に所在する真宗大谷派の寺院である。山号は竜光山。

## 概要
1293年（永仁元年）、元寇で活躍した海東郷の地頭・竹崎季長の菩提寺として建立される。はじめ、天台宗の寺院であった。
キリシタン大名小西行長のキリスト教布教のもと、寺院の焼打ちになどによって廃寺同様となり、1590年頃（天正末年頃）には、わずかに観音堂一宇を残すだけとなっていた。
1702年（元禄15年）、延寿寺の僧・知栄が真宗大谷派に改め再興した。寺に残る文化財は、すべて竹崎季長関係のものである。

## 文化財

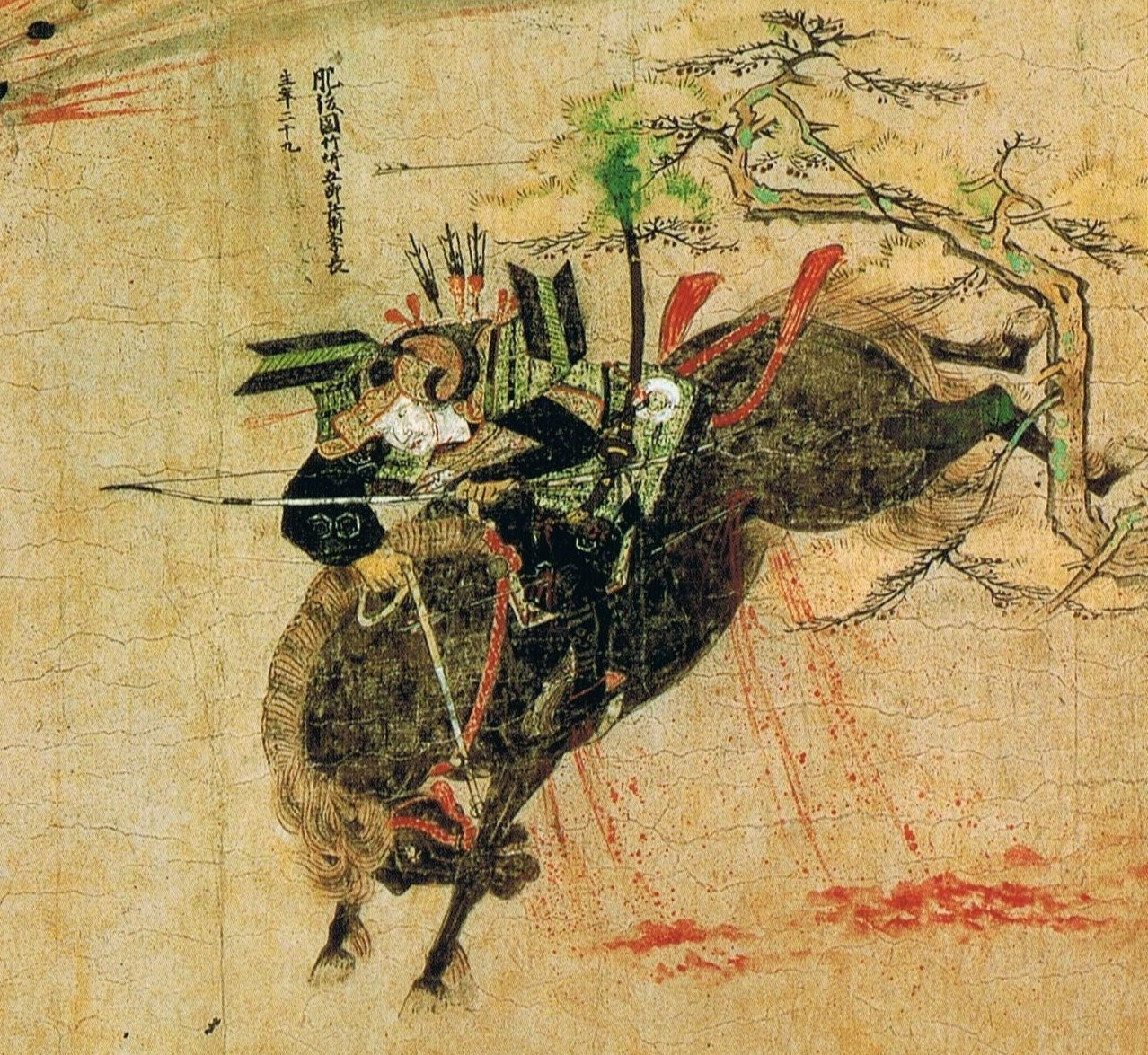
『蒙古襲来絵詞』より 蒙古軍に突撃する竹崎季長

### 重要文化財（国指定）
- 竹崎季長寄進状并置文（2通）1巻
  - 正和三年正月十七日塔福寺并海頭社修造料寄進状 正和3年（1314年）
  - 正応六年正月廿三日海頭社置文（正和三年正月十六日自筆証文） 正応6年（1293年）

### その他
- 『蒙古襲来絵詞』（三の丸尚蔵館所蔵）写本

## 寺院周辺
- 竹崎季長の墓

塔福寺より2キロほど離れた北海東 平原公園にある。
- 海東阿蘇神社

竹崎季長により創建された神社。西海東1294。